# Župnija Mežica
Župnija Mežica je rimskokatoliška teritorialna župnija dekanije Dravograd-Mežiška dolina koroškega naddekanata, ki je del nadškofije Maribor.

## Sakralni objekti
- Cerkev sv. Jakoba, Mežica (župnijska cerkev)
- Cerkev sv. Lenarta, Plat
- Cerkev sv. Janeza Krstnika, Poljana
- Kapela sv. Cirila in Metoda, Peca